# Фруктоїд-довгодзьоб сірогорлий
Фруктоїд-довгодзьоб сірогорлий (Toxorhamphus poliopterus) — вид горобцеподібних птахів родини фруктоїдових (Melanocharitidae).

## Поширення
Ендемік Нової Гвінеї. Поширений в гірських районах.

## Опис
Дрібний птах, завдовжки 12,5 см та вагою 14-15 г. Зовні схожий на нектарок. Тіло округле з короткою шиєю, міцними ногами та коротким квадратним хвостом. Дзьоб довгий та тонкий, зігнутий донизу.
Голова та шия темно-сірого кольору. Щоки та горло темнішого, шиферного забарвлення. На нижній частині горло, від плеча до плеча, лежить жовта смуга у формі півмісяця. Груди та черево оливково-жовтого кольору. Спина, крила і хвіст темно-оливкового кольору з коричневим відтінком.

## Спосіб життя
Мешкає у первісних та вторинних дощових лісах передгір'їв, залітає у сади та міські парки. Трапляється парами або поодинці. Активний вдень. Живиться дрібними комахами та нектаром. Особини, що розмножуються, спостерігалися між травнем та жовтнем, як у посушливий період, так і під час сезону дощів. Інших відомостей про відтворення немає.